# Georgia State Panthers

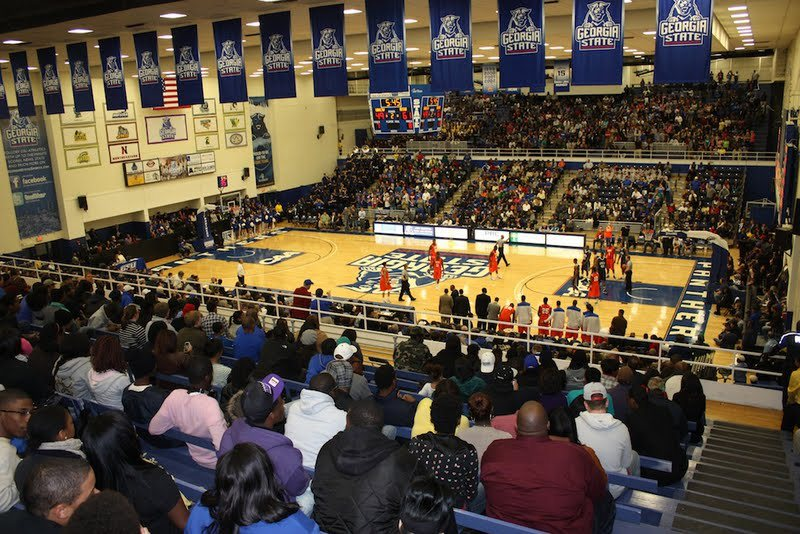
GSU Sports Arena.

Georgia State Panthers (en español: Panteras de la Universidad Estatal de Georgia) es la denominación de los equipos deportivos de la Universidad Estatal de Georgia, una universidad pública de investigación ubicada en Atlanta, Georgia. Con cerca de 54.000 estudiantes, la Universidad Estatal de Georgia es la universidad más grande del estado de Georgia. Los Panthers participan en las competiciones universitarias organizadas por la NCAA, y forman parte de la Sun Belt Conference desde 2013.

## Apodo y mascota

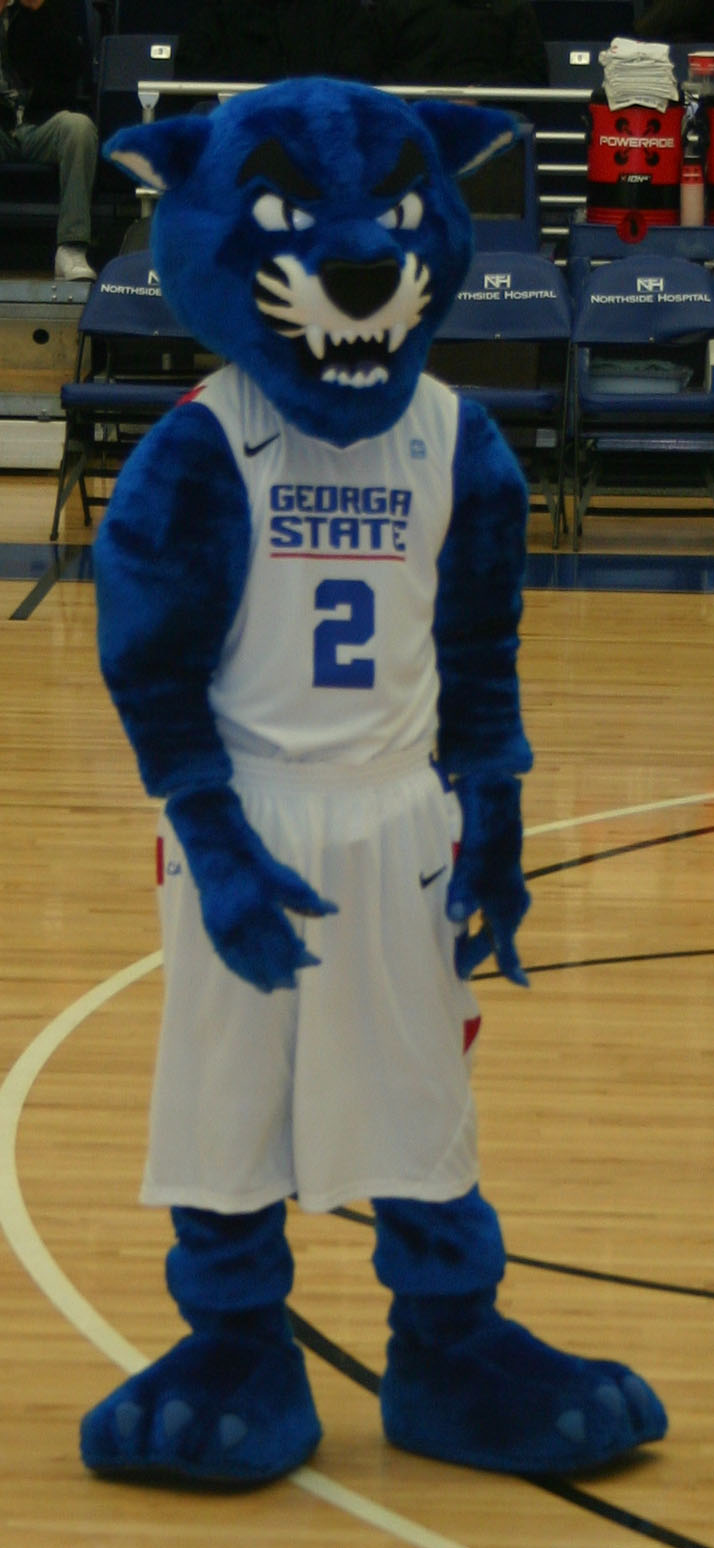
Pounce, la mascota.

Entre 1940 y 1947, la mascota oficial de la universidad era una lechuza, siendo conocidos como los Owls (búhos o lechuzas). Ese año se cambió la denominación a Ramblers (excursionistas), que se mantuvo hasta 1963, cuando los estudiantes del centro, en votación decidieron cambiar el apodo de los equipos deportivos por el de Panthers. Sin embargo, no hubo una mascota oficial hasta 1989, una pantera de color carmesí llamada Urbie, que fue reemplazada por la actual, una de color azul llamada Pounce.

## Programa deportivo
Los Panthers compiten en 6 deportes masculinos y en 10 femeninos:
| Masculino: - Baloncesto - Béisbol - Fútbol - Fútbol americano - Golf - Tenis | Femenino: - Atletismo al aire libre - Atletismo cubierta - Baloncesto - Campo a través - Fútbol - Golf - Sófbol - Tenis - Voleibol cubierta - Voleibol de playa |

## Instalaciones deportivas
- GSU Sports Arena es el estadio donde disputan sus partidos los equipos de baloncesto y voleibol. Fue inaugurado en 1973 y tiene una capacidad para 3.854 espectadores.[3]
- Center Parc Stadium es el estadio donde disputa sus encuentros el equipo de fútbol americano. Originalmente se inauguró en 1996 como Centennial Olympic Stadium, el estadio principal de los Juegos Olímpicos y Paralímpicos de verano de ese año. Después de los Juegos Paralímpicos, el estadio se reconfiguró en Turner Field para los Atlanta Braves de las Grandes Ligas de Béisbol. Después de que los Braves se mudaron al estadio ahora conocido como Truist Park en 2017, Turner Field se reconfiguró por segunda vez para el fútbol americano. Los Panthers jugaron su primer juego en el estadio reconstruido, ahora con capacidad para 24.333, en agosto de 2017.